# (1813) Imhotep
(1813) Imhotep est un astéroïde de la ceinture principale découvert le 17 octobre 1960 à Palomar par Cornelis Johannes van Houten, Ingrid van Houten-Groeneveld et Tom Gehrels.

## Historique
Sa désignation provisoire était 7589 P-L et il est nommé en l'honneur de Imhotep, un personnage historique emblématique de l'Égypte antique.

## Caractéristiques
Sa distance minimale d'intersection de l'orbite terrestre est de 1,463 670 ua.